# NGC 260
NGC 260 (również PGC 2844 lub UGC 497) – galaktyka spiralna (Sc/P), znajdująca się w gwiazdozbiorze Andromedy. Odkrył ją Heinrich Louis d’Arrest 27 sierpnia 1865 roku.